# 第17回ダヴィッド・ディ・ドナテッロ賞
第17回ダヴィッド・ディ・ドナテッロ賞（だい17かいダヴィッド・ディ・ドナテッロしょう）の授賞式は、1972年7月22日にタオルミーナで行われた。

## 受賞者一覧

### 作品賞
- 労働者階級は天国に入る La classe operaia va in paradiso（監督：エリオ・ペトリ）
- ある愛の断層 Questa specie d'amore（監督：アルベルト・ベヴィラックア）

### 監督賞
- フランコ・ゼッフィレッリ（『 ブラザー・サン シスター・ムーン』）
- セルジオ・レオーネ（『夕陽のギャングたち』）

### 主演女優賞
- クラウディア・カルディナーレ（『Bello, onesto, emigrato Australia sposerebbe compaesana illibata』）

### 主演男優賞
- ジャンカルロ・ジャンニーニ（『Mimì metallurgico ferito nell'onore』）
- アルベルト・ソルディ（『Detenuto in attesa di giudizio』）

### 外国人監督賞
- ジョン・シュレシンジャー（『日曜日は別れの時』）

### 外国人女優賞
- エリザベス・テイラー（『ある愛のすべて』）

### 外国人男優賞
- トポル（『屋根の上のバイオリン弾き』）

### 外国映画賞
- フレンチ・コネクション（監督：ウィリアム・フリードキン）

### ダヴィッド特別賞
- フォルコ・クィリチ（『遥かなる青い海』）
- マリアンジェラ・メラート（『労働者階級は天国に入る』、『Mimì metallurgico ferito nell'onore』）
- ヴァネッサ・レッドグレイヴ、グレンダ・ジャクソン（『クイン・メリー／愛と悲しみの生涯』）
- アラン・ドロン
- ジャン=ルイ・トランティニャン